# Ln (UNIX)
ln(エルエヌ)はPOSIXおよびSingle UNIX Specificationで規定されているコマンドである。lnは「link」の略であり、ファイルやディレクトリへのリンクを作成するコマンドである。

## 構文
ln [OPTION]... [-T] TARGET LINK_NAME 

ln [OPTION]... TARGET 

ln [OPTION]... TARGET... DIRECTORY 

ln [OPTION]... -t DIRECTORY TARGET...

## オプション
デフォルトではハードリンクを作成するが、オプションとして「-s」を指定すると、作成されるリンクはシンボリックリンクとなる。
この他、代表的なオプションとして以下がある。
- -f 上書きの確認の問い合わせをしない。
- -L, -P ハードリンクからシンボリックリンクを生成する。